# Lech (Duque)
Lech (ˈlɛx; en español como: Lej) fue un duque legendario polaco. Su existencia, a día de hoy, no puede ser demostrada científicamente en documentos históricos.
Según la leyenda, Lech - hermano de Czech (fundador de las tierras checas) y de Rus (fundador de Rusia o Ucrania) - se echó a la sombra de un gran árbol. Mientras estaba tumbado observó una preciosa águila que estaba posada en la copa del árbol bajo el que Lech estaba echado. Decidió asentarse en ese lugar y fundó la ciudad de Gniezno, nombre que viene de la palabra polaca Gniazdo (nido). El águila es a su vez símbolo del escudo de Polonia. A Lech se le considera el fundador del Estado polaco, mientras que su hermano Czech se asentó más al sur y Rus al este.